# Saint-Raphaël (Haiti)
Saint-Raphaël, in creolo haitiano Sen Rafayèl, in spagnolo San Rafael de la Angostura, è un comune di Haiti, capoluogo dell'arrondissement omonimo nel dipartimento del Nord.